# Australisch-Turkse betrekkingen

Maandelijkse waarde van de Turkse export van goederen naar Australië (A$ miljoenen) sinds 1988

De Australisch-Turkse betrekkingen zijn buitenlandse betrekkingen tussen het Gemenebest Australië en de Republiek Turkije. Diplomatieke betrekkingen tussen de twee landen werden in 1967 tot stand gebracht. Australië heeft sinds 1968 een ambassade in Ankara, een consulaat-generaal in Istanboel en een consulaat in Çanakkale. Turkije heeft sinds 1967 een ambassade in Canberra en twee consulaten-generaal in Melbourne en Sydney.

## Landenvergelijking
|                 | Australië (land)                                     | Turkije                                            |
| --------------- | ---------------------------------------------------- | -------------------------------------------------- |
| Bevolking       | 25.466.459 (2020)                                    | 82.017.514 (2020)                                  |
| Oppervlakte     | 7.692.024 km²                                        | 783.562 km²                                        |
| Dichtheid       | 3,3/km² (2020)                                       | 104,7/km² (2020)                                   |
| Hoofdstad       | Canberra                                             | Ankara                                             |
| Regeringsvorm   | Constitutionele monarchie - parlementaire democratie | Presidentiële republiek - parlementaire democratie |
| Officiële talen | Engels                                               | Turks                                              |

## Geschiedenis

### Gallipoli-campagne

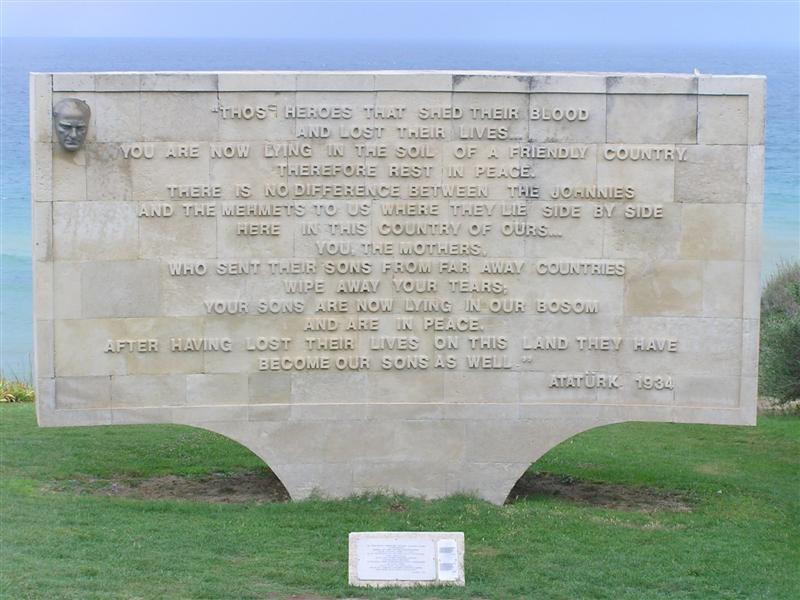
Gedenkteken ter herdenking aan het verlies van duizenden Turkse en Anzac- soldaten in Gallipoli

De eerste ontmoeting van Turkije en Australië was op de slagvelden van Gallipoli. De geallieerde troepen van het Britse Rijk, Frankrijk en Rusland landden in Gallipoli om de doorgang door de Dardanellen veilig te stellen en een maritieme route naar Rusland te bieden. De strijd heeft een band van wederzijds respect, bewondering en vriendschap tussen Turkije en Australië gecreëerd.
De geschiedenis tussen de twee landen vormt een sterke basis om hun relaties op elk gebied verder te versterken en te verdiepen. De gevoelens tussen Turkse en Australische landen werden geïllustreerd in de boodschap van Mustafa Kemal Atatürk, die in 1934 naar de Australische en Nieuw-Zeelandse moeders werd gestuurd en is als volgt: "De helden die hun bloed vergoten en hun leven verloren ... je bent nu liggend in de grond van een vriendelijk land. Rust daarom in vrede. Er is geen verschil tussen de Johnnies en de Mehmets waar ze hier naast elkaar liggen in dit land van ons ... Jij, de moeders uit verre landen die hun zonen stuurden, veeg je tranen weg. Je zonen liggen nu in onze boezem en zijn in vrede. Omdat ze hun leven op dit land hebben verloren, zijn ze ook onze zonen geworden."
De Gallipoli-veldslagen worden elk jaar herdacht in Çanakkale op 24-25 april, met een brede deelname van zowel Australiërs als Turken. In Australië en Nieuw-Zeeland wordt een feestdag gehouden voor het evenement dat bekend staat als de Anzac-dag. Het is een belangrijke datum op de kalenders van Australië en Nieuw-Zeeland. Traditioneel wordt in deze landen rond 5.30 uur een herdenkingsdienst gehouden, ook wel Dawn Service genoemd . Dit is een symbolisch gebaar voor de troepen die bij het ochtendgloren op het schiereiland Gallipoli landden. In 1985 erkende de Turkse regering officieel de naam Anzac Cove, de locatie waar de troepen landden.